# ده برابر (كوهمرة خامي)
ده برابر (بالفارسية: ده برابر) هي قرية تقع في إيران في قسم كوهمرة خامي الريفي.